# Рёсватн
Рёсватн (норв. Røssvatnet) — второе по площади озеро Норвегии после Мьёсы.
Расположено на севере страны, в фюльке Нурланн. Площадь озера — 219 км². Находится на высоте 374 м над уровнем моря. Объём воды озера оценивается примерно в 15 км³. Наибольшая глубина — 240 м. Общая длина береговой линии — 256,3 км.
На берегах озера расположены населённые пункты Круто, Линвика и Шовик. Из озера вытекается река Рёсо.